# میهمانان هتل آستوریا
میهمانان هتل آستوریا (به انگلیسی: The Guests of Hotel Astoria) فیلمی به کارگردانی و نویسندگی رضا علامه‌زاده محصول سال ۱۹۸۹ (میلادی) است.

## خلاصه داستان
این فیلم داستان گروهی از خانواده‌های ایرانی است که از پس از انقلاب ۱۳۵۷ ایران از ایران به ترکیه فرار می‌کنند و در جستجوی پناهندگی در چند کشور اروپایی یا ایالات متحده آمریکا هستند.

## بازیگران
- شهره آغداشلو در نقش پوری کرم نیا
- مارشال منش در نقش دکتر پرتو
- محسن مرزبان در نقش آقای کرم نیا
- ویدا قهرمانی در نقش مهین خانم
- واچیک مانگاساریان در نقش آقای طباطبایی
- ثریا مفید در نقش خانم ضیایی
- کامران نوزاد در نقش آقای ضیایی
- ناصر رحمانی‌نژاد در نقش آقا تقی
- باب سواین در نقش متخصص مامایی
- هوشنگ توزیع در نقش آقای محسنی
- بهرام وطن‌پرست‏ در نقش مسئول هتل

## سایر عوامل تولید
- فیلمبرداری: چارلز بارنت
- تدوین: رضا علامه‌زاده